# Прељина
Прељина је насеље у Шумадији које припада Моравичком округу, односно општини Чачак. Број становника је 1840 (према попису становништва 2011.), према попису из 2022. било је 1.581 становника (према попису из 1991. било је 1744 становника).
Налази се уз саму ибарску магистралу, на месту где се пут раздваја на три дела: Чачак (6 km) (E761/763), Горњи Милановац (16 km), Београд (145 km) (E763) и за Краљево (33 km) и Крагујевац (E761)(50 km).

## Географија
Прељина је са свих страна окружена планинама: Овчар, Каблар и Јелица (на југу и западу), Мали и Велики Вујан (на северу) и Буковик и Острвица (на истоку). Кроз село протиче река Чемерница која се улива у Западну Мораву.

## Економија
Село почиње нарочито да се развија средином деведесетих, када се у Прељини отвара неколико фабрика. Прва је почела са радом фабрика папира „Папирпак – Дива - Чачак”, на месту где је некада радила текстилне конфекције „1. октобар”. Затим, се отвара фабрика сунђера „Вапекс”, тренутно једно од најпрофитабилнијих предузећа у Србији. Убрзо затим са радом почиње и цементара „Прељина”, као и дрвна индустрија „Делта-матик”. Предузеће „Унипласт” бави се производњом фармацеутске и козметичке амбалаже.

## Религија
У селу се налазе три цркве, свака јединствена и посебна на свој начин:
- Саборни храм Св. Јоакима и Ане, саграђен 1930. године. Храм је подигнут на једном узвишењу изнад ибарске магистрале, на месту где је током турског ропства било гробље. Све кости пронађене током ископавање темеља су скупљене и сахрањене испод улазног степеништа. Овај храм је један од најлепших у овом делу Србије;
- Црква Лазарица је храм посвећен Св. Великомученику српском, кнезу Лазару косовском; Храм је саграђен 1998. године на прељинском гробљу. Карактеристичан је по томе што су у њега узидани повађени и поломљени надгробни споменици, од којих неки стари и више од 150 година;
- Црква крајпуташица Св. Василија Острошког је храм крајпуташ саграђен 2000. године. Налази се поред саме магистрале, непосредно испод саборног храма. Храм је саграђен у славу и част 2000 година хришћанства.

При цркви Св. Јоакима и Ане и прељинске парохије већ дужи низ година активно делује хуманитарни фонд црквене општине Прељина, који окупља на стотине чланова у земљи и иностранству.

## Култура
Од културних и спортских организација посебно место заузимају културно-уметничко друштво „Прељина”, црквени хор „Света Ана”, фудбалски клуб „Младост”, ловачко удружење „Миленко Никшић - Чачак”, риболовачки клуб „Свети Никола” и коњички клуб „Миленко Никшић - Чачак”.
У селу се налази хиподром у власништву коњичког клуба „Миленко Никшић - Чачак”. До почетка деведесетих на хиподрому су се редовно одржавале коњичке трке у склопу првенства СФРЈ, а касније СРЈ. Онда следи економски крах клуба и престанак свих активности, да би се 2004. године кренуло у обнављање хиподрома, што је резултовало трком одржаној 2006. године у званичном шампионату Србије и Црне Горе.
У непосредној близини хиподрома се налази и спортски аеродром „Раван” са травнатом пистом дужине 600 метара и ширине 60 метара, на коме се сваке године одржавају аеро-митинзи.
Централно место у селу заузима хотел са три звездице „Мотел Ливаде“. У власништву хотела је и фудбалски стадион, који већ годинама привлачи фудбалске клубове из целе земље који овде долазе ради припрема. Непосредно око хотела, смештено је неколико салона аутомобила (Опел, Форд, Крајслер, и др.)
У селу се налази и осмогодишња основна школа, која је до 2004. године носила назив Херој Радован Јовановић, да би од тада променила назив у Прељина.
Прељина је позната по томе што је у марту 2002. године почела изградња фабрике дувана. Кипарска фирма Еуропеан Тобако, у споразуму постигнутим са тадашњим председником општине Чачак Велимиром Илићем, је требало да уложи у изградњу и опрему око 50 милиона евра. Међутим, до данас се са реализацијом плана није ни почело.
Од јавних личности који су потекли из Прељине су Милош Минић дугогодишњи високи функционер СФРЈ и Добривоје Топаловић познати певач народне музике.
Од знаменитијих места која се налазе у близини Прељине треба поменути бању Горња Трепча специјализовану за лечење обољења костију и манастир Вујан, у коме је Гојко Стојчевић, некадашњи патријарх српски Павле, био искушеник.

## Демографија
У насељу Прељина живи 1440 пунолетних становника, а просечна старост становништва износи 39,7 година (38,5 код мушкараца и 40,9 код жена). У насељу има 522 домаћинства, а просечан број чланова по домаћинству је 3,45.
Ово насеље је великим делом насељено Србима (према попису из 2002. године), а у последња три пописа, примећен је пораст у броју становника.
|  |

| Демографија | Демографија | Демографија |
| Година      | Становника  | Становника  |
| ----------- | ----------- | ----------- |
| 1948.       | 1.210       |             |
| 1953.       | 1.292       |             |
| 1961.       | 1.340       |             |
| 1971.       | 1.437       |             |
| 1981.       | 1.606       |             |
| 1991.       | 1.744       | 1.727       |
| 2002.       | 1.801       | 1.801       |
| 2011.       | 1.840       |             |

| Етнички састав према попису из 2002.‍ | Етнички састав према попису из 2002.‍ | Етнички састав према попису из 2002.‍ | Етнички састав према попису из 2002.‍ | Етнички састав према попису из 2002.‍ |
| ------------------------------------ | ------------------------------------ | ------------------------------------ | ------------------------------------ | ------------------------------------ |
|                                      |                                      |                                      |                                      |                                      |
| Срби                                 | Срби                                 |                                      | 1.787                                | 99,22%                               |
| Црногорци                            | Црногорци                            |                                      | 6                                    | 0,33%                                |
| Мађари                               | Мађари                               |                                      | 1                                    | 0,05%                                |
| Македонци                            | Македонци                            |                                      | 1                                    | 0,05%                                |
| Југословени                          | Југословени                          |                                      | 1                                    | 0,05%                                |
| непознато                            | непознато                            |                                      | 5                                    | 0,27%                                |

| Година пописа     | 1948. | 1953. | 1961. | 1971. | 1981. | 1991. | 2002. |
| ----------------- | ----- | ----- | ----- | ----- | ----- | ----- | ----- |
| Број домаћинстава | 242   | 273   | 331   | 383   | 441   | 519   | 522   |

| Број чланова      | 1  | 2   | 3  | 4   | 5  | 6  | 7  | 8 | 9 | 10 и више | Просек |
| ----------------- | -- | --- | -- | --- | -- | -- | -- | - | - | --------- | ------ |
| Број домаћинстава | 71 | 107 | 94 | 117 | 63 | 51 | 12 | 4 | 2 | 1         | 3,45   |

| Пол    | Укупно | Неожењен/Неудата | Ожењен/Удата | Удовац/Удовица | Разведен/Разведена | Непознато |
| ------ | ------ | ---------------- | ------------ | -------------- | ------------------ | --------- |
| Мушки  | 737    | 212              | 482          | 26             | 15                 | 2         |
| Женски | 776    | 139              | 487          | 123            | 25                 | 2         |
| УКУПНО | 1.513  | 351              | 969          | 149            | 40                 | 4         |

| Пол    | Укупно                    | Пољопривреда, лов и шумарство | Рибарство                            | Вађење руде и камена | Прерађивачка индустрија       |
| ------ | ------------------------- | ----------------------------- | ------------------------------------ | -------------------- | ----------------------------- |
| Мушки  | 352                       | 51                            | 0                                    | 7                    | 137                           |
| Женски | 235                       | 44                            | 0                                    | 5                    | 71                            |
| УКУПНО | 587                       | 95                            | 0                                    | 12                   | 208                           |
| Пол    | Производња и снабдевање   | Грађевинарство                | Трговина                             | Хотели и ресторани   | Саобраћај, складиштење и везе |
| Мушки  | 7                         | 26                            | 39                                   | 6                    | 38                            |
| Женски | 1                         | 3                             | 43                                   | 12                   | 7                             |
| УКУПНО | 8                         | 29                            | 82                                   | 18                   | 45                            |
| Пол    | Финансијско посредовање   | Некретнине                    | Државна управа и одбрана             | Образовање           | Здравствени и социјални рад   |
| Мушки  | 3                         | 6                             | 12                                   | 9                    | 2                             |
| Женски | 5                         | 6                             | 4                                    | 9                    | 15                            |
| УКУПНО | 8                         | 12                            | 16                                   | 18                   | 17                            |
| Пол    | Остале услужне активности | Приватна домаћинства          | Екстериторијалне организације и тела | Непознато            | Непознато                     |
| Мушки  | 4                         | 0                             | 0                                    | 5                    | 5                             |
| Женски | 5                         | 0                             | 0                                    | 5                    | 5                             |
| УКУПНО | 9                         | 0                             | 0                                    | 10                   | 10                            |

## Познате личности
- Добривоје Топаловић (1944–2020) — српски певач народне музике.
- Милош Минић (1914–2003) — председник Извршног већа НР Србије.